# Los Tres Puntos
 (juillet 2018).
Si vous disposez d'ouvrages ou d'articles de référence ou si vous connaissez des sites web de qualité traitant du thème abordé ici, merci de compléter l'article en donnant les références utiles à sa vérifiabilité et en les liant à la section « Notes et références ».
Los Tres Puntos est un groupe de ska punk français indépendant fondé en 1995 autour des quatre membres fondateurs (Yann, Greg, Max et Pawal).

## Historique
Malgré son nom espagnol (qui signifie « Les trois points »), le groupe Los Tres Puntos est bien français mais d'inspiration et de racines espagnoles,.
Le groupe fondé en 1995 était à la base constitué de quatre lycéens de Rambouillet : Yann (basse), Greg (batterie), Max (guitare solo) et Pawal (guitare rythmique). En 1996, Brice rejoint le groupe au clavier. Trois ans après la création du groupe, arrive une section cuivre constituée au début de trois musiciens, qui évoluera au fil des années.
Los Tres Puntos, déterminés à rester indépendants, se produisent souvent eux-mêmes.
En 2006, leur album 10 ans ferme ! est  classé  176e.
Le groupe fête ses 20 ans d'existence en 2015/2016.

## Membres du groupe
- Max: chant, guitare, trombone
- Jérôme : basse
- Pawal : chant, guitare
- Brice : clavier/accordéon

- Jay : trompette
- Fabien : batterie
- Laurent : saxophone
- Mélanie : trombone
- Mayeut : Régisseur son
- Pierre : Régisseur son
- Rino : Régisseur lumière

## Discographie
Albums :